# Hospital Escuela José Francisco de San Martín
El Hospital Escuela José Francisco de San Martín es un hospital público de la ciudad de Corrientes (Argentina). Se encuentra en el número 1200 de la calle avenida 3 de Abril.

## Historia
El hospital se inaugura el 11 de diciembre de 1976 y fue el nosocomio iniciador del sistema de Residencias Médicas en la región Nordeste del territorio argentino.
El  área de influencia de atención neurotraumatológico abarca a pacientes de las provincias de Chaco, Entre Ríos, Formosa,  Misiones y del norte de Santa Fe.